# Vertraute Angst
Vertraute Angst ist ein deutscher Fernsehfilm, der vom NDR für die ARD produziert wurde. Er handelt von den psychischen Problemen eines Familienvaters und den Schwierigkeiten seiner Rückkehr in seine Familie nach seinem Aufenthalt in der Psychiatrie. Der Fernsehfilm wurde am 7. Mai 2008 erstmals im Ersten ausgestrahlt. Der Film spielt in der niedersächsischen Stadt Osnabrück.

## Handlung
Vier Jahre nachdem Familienvater Thomas Wegener seine Frau niedergeschlagen und das Eigenheim in Brand gesetzt hat, wird er als geheilt aus der Psychiatrie entlassen. Die Freude seiner Frau Anja, die mittlerweile einen neuen Freund hat, hält sich in Grenzen.
Die Wiedereingliederung in die Familie läuft gut, Anja und Thomas kommen einander wieder näher. Nur Anjas Vater traut dem Frieden nicht. Nach und nach häufen sich bedrohliche Anzeichen und es ist fraglich, wie sicher Anja und die Kinder noch sind.

## Hintergrund

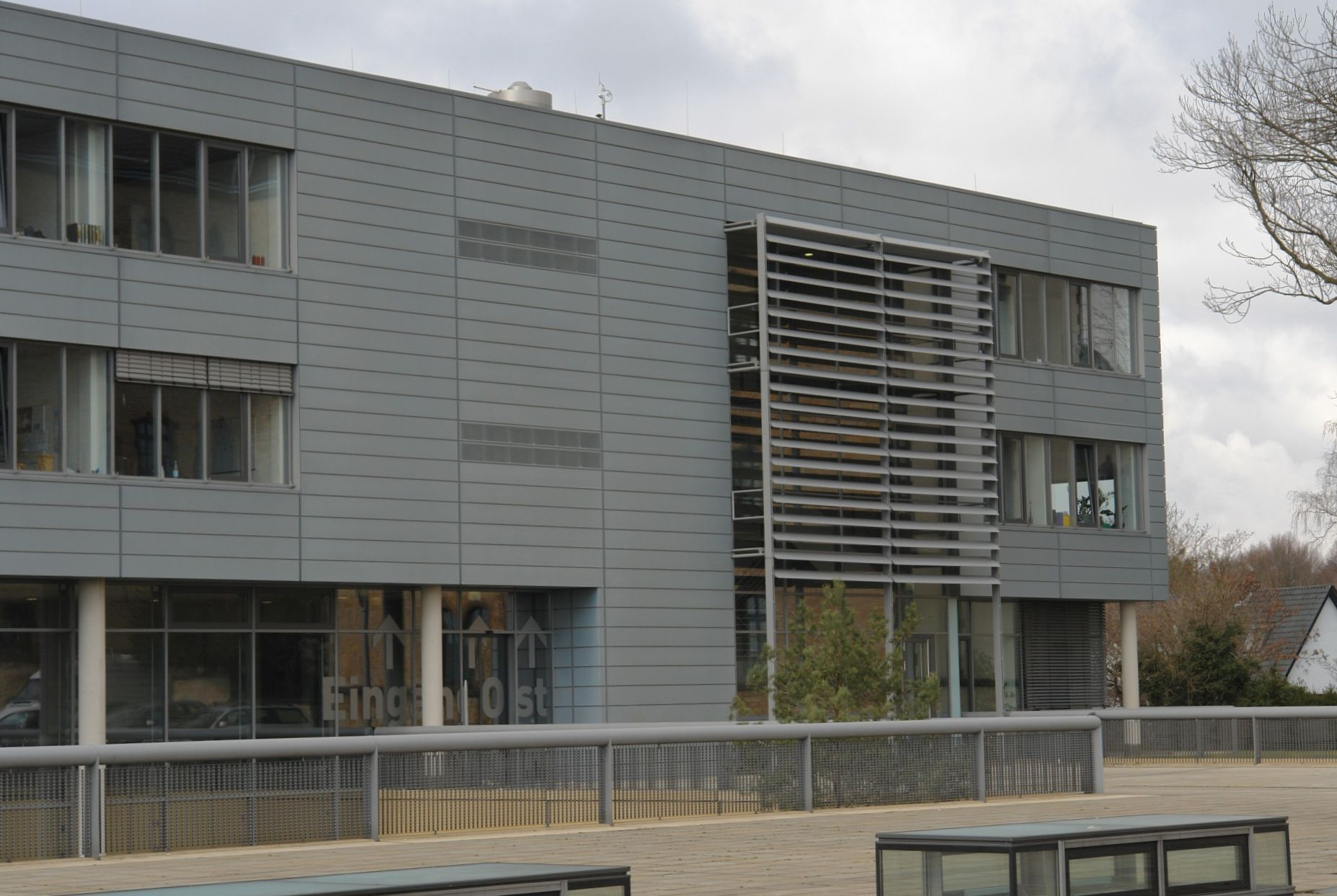
Gebäude der Hochschule Osnabrück, im Film die psychiatrische Klinik

Die Dreharbeiten zu Vertraute Angst fanden vom 10. Oktober 2006 bis 12. November 2006 in Osnabrück und Umgebung statt. Für den Film wurde der Caprivi-Campus der Fakultät WiSo der Hochschule Osnabrück als Kulisse für die psychiatrische Klinik genutzt. Arbeitstitel des Films war Vertrauter Fremder.
Uraufgeführt wurde Vertraute Angst am 14. September 2007 auf dem Internationalen Filmfest Oldenburg.

## Rezeption

### Einschaltquoten
Die Erstausstrahlung von Vertraute Angst am 7. Mai 2008 wurde in Deutschland von insgesamt 3,17 Millionen Zuschauern gesehen und erreichte einen Marktanteil von 11,5 % für das Erste; in der Gruppe der 14- bis 49-jährigen Zuschauer konnten 0,79 Millionen Zuschauer und ein Marktanteil von 7,4 % erreicht werden.

### Kritik
„Als psychologisches Drama also hat ‚Vertraute Angst‘ (Buch: Wolf Jakoby) kleine Hänger – als gesellschaftliches Stimmungsbarometer aber funktioniert der Film umso besser. Verdichtet er doch auf verstörende Weise die Ängste und Ambitionen einer zutiefst verunsicherten Mittelschicht: Brandgefährlich ist er, der deutsche Eigenheimbauer, dieses unbekannte Wesen.“

„Hervorragend gespielter Psychothriller, der sich im Grenzbereich zum Drama bewegt.“

„Nach dem Drehbuch von Wolf Jakoby […] drehte Regisseurin Christiane Balthasar […] ein starkes Familiendrama, das vor allem durch das brillante Spiel der Hauptdarsteller und die ständig schwelende Atmosphäre überzeugt.“